# Mundo Marino
Mundo Marino es el oceanario más grande de la Argentina. Está ubicado en la ciudad de San Clemente del Tuyú, Partido de La Costa, Provincia de Buenos Aires, Argentina. Tiene 40 ha de parque para recorrer con distintas atracciones y presentaciones educativas.

## Historia
En el año 1962, David Juan Méndez viajó a Estados Unidos y quedó fascinado por la gran cantidad de acuarios que allí existían, al igual que por el grado de adiestramiento que podían obtener los entrenadores con ciertas especies marinas, en especial delfines y lobos marinos. 
En 1969, la familia adquirió un lote de 18 ha de tierra firme en San Clemente del Tuyú para comenzar a trabajar con el cuidado de los animales enfermos que aparecían por la zona, y que luego de su curación eran devueltos al mar. Así, y luego de un gran sacrificio familiar, el proyecto de la construcción del acuario comenzó a cobrar vida lentamente. En el año 1977, Mundo Marino ya tenía su primer delfín y, recién en la temporada veraniega de 1979, abrió sus puertas al público con piletas de lobos marinos, peces y delfines. Y a partir de ese año, Mundo Marino fue creciendo.
Por sus instalaciones pasaron varios delfines, lobos marinos y tres orcas. Este oceanario también fue responsable de que una orca quede preñada dos veces. Este fue el caso de Belén, la orca encontrada por el sacerdote Mamerto Menapace, varada en las playas de San Clemente del Tuyu. Las orcas no son preñadas en la naturaleza hasta después de los 15 años de edad. Belén se encontraba debajo de ese rango. Su primera cría nació muerta. El segundo embarazo fue descubierto cuando le realizaron una autopsia tras su muerte prematura. Hoy queda solo una orca macho, Kshamenk que es conocida por ser la única de su especie en cautiverio en América del Sur.
David Juan Méndez nació el 26 de julio de 1910 en Lucas González, en la zona de Concepción del Uruguay, provincia de Entre Ríos, hijo de Indalecio Méndez y de Inés Cabrera, ambos uruguayos, casados en Paysandú, Uruguay. En 1944 contrae matrimonio con Celeste Aída Arredondo y tienen cuatro hijos con quienes crea Mundo Marino.

## Reconocimientos

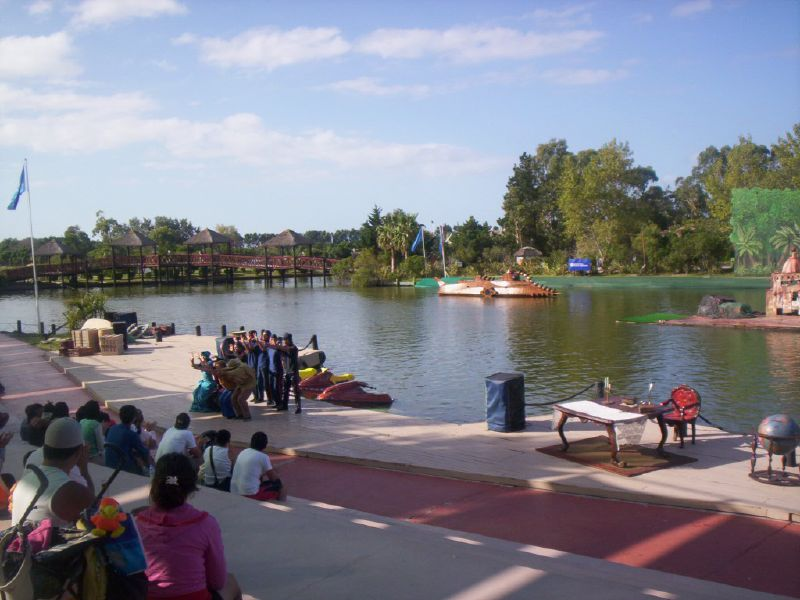
Mundo Marino

Mundo Marino fue declarado de interés municipal, provincial y nacional.
Con fecha 14 de septiembre de 1984, la Municipalidad de la Costa, por ordenanza nº559, declaró de interés turístico y cultural, la estación de cría de especies marinas y acuario ubicada en San Clemente del Tuyú, bajo la denominación de "MUNDO MARINO".
Se logró mediante la resolución nº4, del 24 de febrero de 1988, firmada por el Subsecretario de Turismo de la provincia de Buenos Aires, la cual declara de interés turístico provincial al Oceanario ubicado en San Clemente del Tuyú, denominado "Mundo Marino".
Por resolución nº164, del 18 de septiembre de 1989 de la Presidencia de la Nación Argentina, Secretaría de Turismo, en su artículo 1.º declara de interés nacional a la estación de cría de especies marinas y acuario denominado "Mundo marino, ubicado en San Clemente del Tuyú, provincia de Buenos Aires.
En conservación ex situ Mundo Marino es reconocido mundialmente por ser el único en reproducir y preservar en cautiverio Delfines Nariz de Botella del Atlántico Sur o Delfín de Lahille's (Tursiops truncatus gephyreus), una subespecie de delfín nariz de botella que solo existe en Brasil, Argentina y Uruguay en poblaciones muy reducidas y afectadas en estado salvaje. Estos ejemplares en cautiverio han sido útiles para conocer más dicha subespecie.
La Dirección de Flora y Fauna también aprobó a Mundo Marino para la conservación e investigación de las especies de tortugas marinas presentes en la costa de la provincia de Buenos Aires. Este logro se enmarca en la Ley N° 15.477, el Decreto N° 75/20 (modificado por el Decreto N° 312/25) y la Resolución N° 23/19 del Ministerio de Agroindustria. Esto ayudará a conocer el estado actual de conservación, proporcionando información valiosa sobre especies que se conocen en la actualidad muy poco y que son emblemáticas en la región, también compromete al oceanario con la protección y conservación del ecosistema marino.

## Controversias
Desde hace varias décadas, el lugar ha sido cuestionado por sus condiciones de cautiverio. Actualmente existe una campaña para mejorar las condiciones de vida de la orca Kshamenk, que vive en un estanque reducido para su tamaño.
Adicionalmente, existen controversias por el modo en el que la orca llegó a Mundo Marino. El parque indica que se trató de un rescate de cuatro orcas, una de las cuales fue liberada, otra murió en el transporte y otra más golpeándose contra las paredes del tanque, quedando únicamente Kshamenk con vida. Pero otras fuentes indican que se provocó un varamiento intencional para poder capturar a los animales.
Cabe aclarar que en aquellos años era legal capturar orcas salvajes y se podía solicitar un permiso para tal fin, por lo tanto no sería lógico simular un rescate en un área complicada como lo es Bahía de Samborombon. El rescate del que proviene Kshamenk llevó un total de tres días debido al clima y complicaciones de movilidad en dicha zona.

## Atracciones
- Refugio del Mar: Una presentación de orca y delfines donde los cuidadores nos adentran al mundo de los cetáceos y en el trabajo de la Fundación Mundo Marino.
- La isla de los lobos: Una presentación donde los lobos, elefantes y leones marinos tratan de salvar la isla de una malvada empresaria que quiere construir un complejo hotelero en el hábitat de los lobos.
- Teatro Sorpresa: Presenta la obra Los Canta cuentos de Pinguy y Orky.
- Albergue de Pingüinos: En este lugar se halla una colonia reproductiva de pingüinos en una recreación de su hábitat natural.
- Bahía de Lobos: En este exhibidor de ambiente natural, entre piedras y cascadas se puede alimentar y observar a los lobos marinos.
- Encuentro submarino: Se puede disfrutar de la observación de cetáceos a través de la ventana panorámica de una importante pileta de 30 m de diámetro. Esta pileta alberga a los cachorros de delfín que cada año nacen en Mundo Marino.
- Safari Terrestre: Safari es una expedición guiada al salvaje mundo natural para descubrir cómo los animales, las plantas y el ambiente se relacionan para conformar un hábitat agreste.
- Imagen Show: El Legado de la Naturaleza. Un espectáculo multivisión con 18 metros de pantalla, acerca de la fauna marina y algunos rescates.
- Kyboko Nyumba (Casa de Hipopótamos): Los visitantes pueden contemplar de cerca a cuatro hipopótamos en una zona ambientada entre plantas, troncos, piedras y agua.
- Lago Paraíso: En este mágico lago con cascada se puede observar aves, flamencos, peces y flores, mientras pasea recorriendo su gruta y puentes.
- El arca de Noé: Transcurre el tercer milenio y los animales están a punto de desaparecer del planeta tierra; para poder salvarlos, un moderno Noé construye un arca para salvar a los animales para que cuando mejoren las condiciones vuelvan a repoblar el planeta.

## Fundación Mundo Marino
A partir de 1993 se comienzan a crear originales Programas Educativos que responden a los Objetivos Curriculares de los distintos niveles de enseñanza y a sistemas pedagógicos. Los Programas Educativos son el resultado de un trabajo coordinado de equipos interdisciplinarios de profesionales de la investigación, la educación y la comunicación, quienes volcaron la experiencia recogida durante años y utilizaron técnicas pedagógicas para desarrollar un medio para la formación de los estudiantes. Dichos programas fueron puestos en práctica en las instalaciones del oceanario Mundo Marino.
La Fundación también realiza rehabilitaciones de fauna silvestres y tareas de conservación, educación e investigación.